# Niels Larsen
Niels Hansen Ditlev Larsen (Horsens, Jutlàndia Central, 21 de novembre de 1889 - Nordfyn, Syddanmark, 15 de novembre de 1969) va ser un tirador danès que va competir a començaments del segle xx.
El 1912 va prendre part en els Jocs Olímpics d'Estocolm, on disputà cinc proves del programa de tir. Guanyà la medalla de bronze en dues de les proves disputades: les proves de rifle militar 300 metres, drets equips i rifle lliure 300 metres, 3 posicions. En la prova de rifle militar per equips fou vuitè, mentre en les altres dues proves va obtenir resultats més discrets.
Vuit anys més tard, un cop acabada la Primera Guerra Mundial, va prendre part en els Jocs d'Anvers, on disputà nou proves del programa de tir. Va guanyar la medalla d'or en la prova de rifle militar 300 metres, drets per equips i la de plata en la de rifle lliure 300 metres, 3 posicions. De les altres proves destaquen tres diplomes olímpics en les proves de pistola lliure, 50 metres, rifle lliure per equips i pistola lliure, 50 metres per equips.
La seva darrera participació en uns Jocs fou el 1924 a París. Allà va disputar dues proves del programa de tir. En la prova de rifle lliure guanyà la medalla de bronze, mentre en el rifle lliure per equips fou sisè.